# Lijst van bruggen over het Apeldoorns Kanaal
Het Apeldoorns Kanaal in de Nederlandse provincie Gelderland stamt uit de 19e eeuw en is in de loop der tijden overspannen met ruim 60 bruggen. De bruggen die vroeger door de scheepvaart werden gebruikt hebben een doorvaartwijdte van 6,50 m. De later aangelegde vaste bruggen hebben variabele doorvaarthoogten, maar zijn niet voor de doorgaande vaart ontworpen.

## Geschiedenis
Op 10 mei 1940, tijdens de Duitse aanval op Nederland, werden alle 42 toenmalige beweegbare bruggen opgeblazen door het Nederlandse leger, in een poging de opmars van het Duitse leger te vertragen. In de daaropvolgende bezettingsjaren werden de meeste bruggen hersteld, echter bij het eind van de oorlog werden ze opnieuw vernield, nu door terugtrekkende Duitse soldaten. In 1946 was het kanaal weer hersteld voor de vaart.

## Overzicht
| Naam                                      | Foto | Toelichting |
| ----------------------------------------- | ---- | --- |
| Brug over de Dierense Sluis               |      | De Dierense sluis vanaf de IJssel gezien. |
| Spoorbrug in de lijn Arnhem-Zutphen       |      | De eerste brug was een draaibrug. In 1947 werd deze vervangen door een ophaalbrug. Deze ophaalbrug werd vermoedelijk in 1957 vervangen door een opaalbrug met een grotere doorvaartopening. De huidige situatie stamt van na de afsluiting van het kanaal in 1972. |
| Edybrug                                   |      | De brug is genoemd naar de voormalige fabriek van emaillen pannen in Dieren "Email De Yssel" of "EDY". |
| Spankerensebrug                           |      | De Spankerensebrug is een ophaalbrug bij Spankeren. Voor het eventueel bevaarbaar maken van het kanaal is het nodig om een nieuwe stalen val aan te brengen, de brug te renoveren en gangbaar maken. |
| Dupo-brug                                 |      | De brug bij de rotonde van Renselaerweg in Spankeren en de Imboslaan in Dieren is genoemd naar een voormalig zanddepot, dat in de volksmond "dupo" werd genoemd.. De brug is in 2002 ontworpen door de Apeldoornse beeldend kunstenaar Tirza Verrips. |
| Nachtegaalsbrug                           |      | De brug kreeg ook formeel de naam, die hij in de volksmond al gekregen had. |
| Laag-Soerensebrug                         |      | |
| Brummensebrug                             |      | |
| Hallsebrug                                |      | Deze brug wordt ook wel de Koningsbrug genoemd. |
| Eerbeeksebrug                             |      | |
| Baileybrug naast de Eerbeeksebrug         |      | |
| Coldenhovensebrug                         |      | |
| Zilvensebrug                              |      | |
| Klabanusbrug                              |      | |
| Loenensebrug                              |      | |
| Scherpenbergerbrug                        |      | |
| Brug in Rijksweg A50                      |      | |
| Oosterhuizerbrug (1978)                   |      | |
| Woudwegbrug                               |      | |
| Veldwegbrug                               |      | |
| Brug in Rijksweg A1                       |      | |
| Bruggelerbrug                             |      | |
| Bruggelerfietsbrug                        |      | |
| Fietsbrug industrieterrein                |      | |
| Duiker in de Marchantdam                  |      | |
| Maatbrug (’t Jeroen Schut Bruggetje)      |      | 't Jeroen Schut Bruggetje is niet de officiële naam. Op 6 november 2000 is Jeroen Schut – op dat moment 12 jaar - op zijn fiets op de onbewaakte overweg bij de brug aangereden door een locomotief van Railion en aan het einde van de middag in het ziekenhuis overleden. Het naambordje aan beide zijden van de brug kwam er via de burgemeester na een gesprek met de ouders. |
| Matenpoortbrug                            |      | |
| Wormensebrug                              |      | |
| Spoorbrug in de lijn Apeldoorn-Deventer   |      | |
| Voetbrug bij de spoorbrug                 |      | |
| Welgelegenbrug                            |      | De brug is gerestaureerd en weer bedienbaar gemaakt voor de scheepvaart en bovendien uitgebreid met aan elke zijde een brugdek voor fietsers en voetgangers. De bijbehorende brugwachterswoning (rechts op de voorgrond) was van 1989 tot 2001 een ruïne tot hij voor een symbolisch bedrag gekocht werd en vervolgens opnieuw werd opgebouwd tot een restaurant.                 |
| De Freule                                 |      | Deze brug is vernoemd naar de Freules die ooit op het ten oosten van het kanaal gelegen landgoed Welgelegen woonden. Op de brug zijn twee zitplekken aangebracht om het kanaal in beide richtingen rustig te kunnen overzien. De brug is een ontwerp van de Apeldoornse beeldend kunstenaar Tirza Verrips.                                                                        |
| Deventerbrug                              |      | |
| Apeldoornse Sluis met brug                |      | De fietsbrug over de sluis is in 2007 vernieuwd. Deze brug is geen onderdeel van de sluis. |
| Brug bij Zwitsal Apeldoorn                |      | |
| Duiker onder de Edisonlaan                |      | |
| Duiker onder de Anklaarseweg              |      | |
| Broeksbrug                                |      | |
| Koudhoornse Sluis                         |      | De Koudhoornse Sluis is een niet voor de scheepvaart openstaande schutsluis met puntdeuren. De sluis ligt in de gemeente Apeldoorn. |
| Stadhoudersmolenweg: fietsbrug            |      | |
| Stadhoudersmolenweg: autobrug             |      | |
| Papegaaisbrug                             |      | |
| Ramsbrug                                  |      | |
| Jonasbrug                                 |      | |
| Cannenburgerbrug                          |      | |
| Brug in de Eekterweg                      |      | |
| Vaassense Sluis                           |      | |
| Nieuwe Schobbertsbrug                     |      | |
| Brug in Rijksweg A50                      |      | De brug is rijkseigendom en heeft een doorvaarthoogte van zo'n veertig centimeter. |
| Schobbertsbrug                            |      | |
| Zuukbrug                                  |      | |
| Dragterbrug                               |      | |
| Horsterbrug                               |      | |
| Vemderbrug                                |      | |
| Olstbrug                                  |      | |
| Bonenburgerbrug                           |      | |
| Bonenburgersluis met ophaalbrug           |      | De in 1884 gebouwde Bonenburgersluis is een van de zes historische sluizen in het Apeldoorns Kanaal. Het Waterschap Veluwe renoveert de sluis in 2013. |
| Griftbrug                                 |      | |
| Oost-Indischebrug                         |      | |
| Suikerbrug                                |      | |
| Flessenbergerbrug                         |      | |
| Manenbergerbrug                           |      | De oude brug is in 2006 vervangen door een vaste brug. De brug is voorbereid om gemakkelijk omgebouwd te kunnen worden tot een beweegbare brug |
| Kloosterbrug                              |      | |
| Hezenbergersluis met brug                 |      | In 2003 totaal gerenoveerd en weer volledig operationeel gemaakt. |
| Keersluis Het Bastion met vaste betonbrug |      | |
| Hattemerbrug                              |      | Deze brug wordt ook wel Hoenwaardse brug genoemd. Hoogte in gesloten stand 2,40 m bij gemiddelde waterstand van de IJssel (Katerveer) NAP + 0,80 m |

## Pleidooien voor hernieuwde bevaarbaarmaking
In 1998 werd de Stichting Apeldoorns Kanaal opgericht met als doel het kanaal opnieuw bevaarbaar te laten maken, voor de plezierscheepvaart. Daarvoor werd in opdracht van de Stuurgroep Apeldoorns Kanaal door de Grontmij Nederland bv te Arnhem, een haalbaarheidsonderzoek gedaan en een rapport opgesteld. In dat rapport: Apeldoorns Kanaal: Kansrijk water, is per kunstwerk aangegeven welke maatregelen zouden moeten worden getroffen om het weer in bedrijf te kunnen nemen.
In 2017 bleek dat de plannen voor het opnieuw bevaarbaar maken van het kanaal door de gemeentelijke en provinciale overheden niet als haalbaar werden beschouwd, en werd prioriteit gegeven aan andersoortige recreatieve bestemmingen. In juni 2019 legde de Stichting Apeldoorns Kanaal zich erbij neer dat haar ambitie niet kon worden waargemaakt. Ze besloot op te gaan in de Stichting Beleef het Kanaal, dat zich volledig richt op het 'beleefbaar' maken van het kanaal.